# جان فوريستير
جان فوريستير (بالفرنسية: Jean Forestier)‏ ولد بتاريخ 7 أكتوبر 1930 في ليون، هو دراج فرنسي سابق في صنف سباق الدراجات على الطريق.

## سجل النتائج

### سباقات أو مراحل فاز بها
- طواف فرنسا

## روابط خارجية
- جان فوريستير على موقع أرشيف الدراجات (الإنجليزية)
- جان فوريستير على موقع إحصائيات الدراجات الإحترافية (الإنجليزية)
- جان فوريستير على موقع CycleBase (الإنجليزية)